# سوبيا
السوبيا هو شراب بارد يصنعه أهل الحجاز من الشعير أو الزبيب أو من بقايا الخبز المصنوع من الدقيق الأبيض، ينقعونه في الماء يوما أو ليلة، أو أكثر من ذلك بقليل، ثم يصفونه، ثم يحلونه بالسكر، وقد يضيفون إليه قليلا من القرفة. وتعد السوبيا من المشروبات الرمضانية الشعبية في الحجاز و مصر، المشهور تناولها في شهر رمضان حيث تعتبر من المرطبات. وتشتهر بعملها عائلة الخشة بالمدينة المنورة، وعائلة الخضري وعائلة الحسيني في مكة المكرمة. كما تشتهر في مصر بنوعيها السائل والقابل للأكل.

## مكونات السوبيا
يصنع شراب السوبيا من مكونات الشعير أو الخبز الناشف أو الشوفان أو الزبيب والتي يضاف لها بعد تصفيته مقادير من السكر وحب الهيل والقرفة تخلط بمقادير متناسبة، ثم يضاف لها الثلج للتبريد.
ويعرض بألوان متعددة الأبيض وهو لون الشعير والأحمر مضاف له نكهة الفراولة والبني مضاف له التمر الهندي، وينصح بتناولها خلال يومين أو ثلاثة لأنها تفقد قيمتها الغذائية بعد ذلك. وتعتبر من المشروبات المرطبة عمومًا. ويوجد طرق أخرى لإعدادها تعتمد على اللبن والفانيليا، وهي الطريقة الأكثر شيوعًا في مصر حيث تبتعد عن احتمالية التخمير.

## التخمير
يعتبر مشروب السوبيا قابلاً للتخمر عند تخزينه لمدة تزيد على 3 أيام، وقد تم إجراء أبحاث حوله لتحديد نسب الكحول الإيثيلي المُسكر في عينات السوبيا، وقد وصلت إلى 2.3% بعد 24 ساعة، وازدادت إلى 4.2% بعد 48 ساعة، حتى وصلت إلى 6.8% بعد 72 ساعة.
وأشارت الهيئة العامة للغذاء والدواء السعودية إلى أن هناك نسبة ضئيلة من الإيثانول (الكحول) تنتج عن عملية التخمر الذاتي للعصائر والمشروبات، وهي تفاعلات كيميائية طبيعية مع السكر المضاف.